# アップルパーク
株式会社アップルパークは、東京都北区に本社を置く、主に時間貸し駐車場の管理運営を行っている日本の不動産会社。

## 事業内容
＜駐車場・駐輪場の総合プロデュース＞
- 時間貸し・月極駐車場・駐輪場・バイク駐輪場の運営管理
- 駐車場・駐輪場機器販売、駐車場・駐輪場機器レンタル
- 駐車場・駐輪場のコンサルティング
- 月極駐車場検索サイト・駐輪場検索サイトの提供

## 拠点
- 本社 - 東京都北区赤羽1-52-10 NS2ビル7F
- 横浜営業所 - 神奈川県横浜市中区山下町74-1 大和地所ビル306
- 大阪営業所 - 大阪府大阪市中央区伏見町4-2-6 平松ビルディング8F
- 沖縄営業所 - 沖縄県那覇市銘苅3-1-38-1F

## 沿革
- 1991年8月 - 東京都板橋区高島平に、時間貸し駐車場を主な事業目的とし、モアマンジャパン株式会社を設立
- 1992年4月 - 株式会社エムエムジェイに商号変更
- 2009年4月 - 株式会社アップルパークに商号変更
- 2009年7月 - 不動産事業を目的として子会社となる株式会社楽心アドバイザーズを設立
- 2021年11月 - 株式会社高眞商事を吸収合併
- 2022年4月 - 運営現場1,000箇所に到達
- 2024年2月 - 東京23FCとオフィシャルスポンサー契約を締結。